# 에이리언: 어스
《에이리언: 어스》(영어: Alien: Earth)는 폭스 온 훌루에서 2025년 8월부터 방영된 미국의 SF 공포 드라마이다. 동명 영화 시리즈의 프리퀄 작품이며, 시간적 배경은 1979년 영화 《에이리언》보다 30여년 전이다.

## 출연
- 시드니 챈들러 : 웬디 역
- 알렉스 로더 : 허미트 역
- 티모시 올리펀트 : 키르시 역
- 에시 데이비스 : 데임 실비아 역

## 참고 사항
- 에이리언 시리즈 단독 실사 시리즈에서 에이리언이 지구에서 등장하는 첫 작품이다.[1]